# Desolation Boulevard
Desolation Boulevard is het tweede muziekalbum van de Britse band The Sweet, verschenen in 1974.
Op het oorspronkelijke album zijn de singles "The Six Teens", "Turn It Down" en de albumversie van "Fox on the Run" terug te vinden. Op de "geremasterde" versie uit 2005 is de singleversie van "Fox on the Run" alsnog terug te vinden.

## Nummers
1. "The Six Teens" - 4:02 (Chinn/Chapman)
2. "Solid Gold Brass" - 5:28 (Scott, Tucker, Connolly, Priest)
3. "Turn It Down" - 3:27 (Chinn/Chapman)
4. "Medusa" - 4:44 (Scott)
5. "Lady Starlight" - 3:09 (Scott)
6. "Man with the Golden Arm" - 8:33 (Bernstein, Fine)
7. "Fox on the Run" - 4:49 (Scott, Tucker, Connolly, Priest)
8. "Breakdown" - 3:03 (Scott, Tucker, Connolly, Priest)
9. "My Generation" - 3:54 (Townshend)

Bonusnummers op de geremasterde uitgave van 2005:
1. "Teenage rampage" - 3:32 (A-kant single)
2. "Own Up, Take a Look at Yourself" - 3:58 (B-kant single)
3. "Burn on the Flame" - 3:37 (B-kant single)
4. "Someone Else Will" - 3:25 (B-kant single)
5. "Medussa" - 5:51 (niet eerder verschenen demo)
6. "Burn on the Flame" - 3:57 (niet eerder verschenen demo)
7. "I Wanna Be Committed" - 3:10
8. "Fox on the Run" - 3:24 (A-kant single)
9. "Miss Demeanor" - 3:17 (B-kant single)

## Bezetting
- Brian Connolly - Zang
- Steve Priest - Basgitaar en achtergrondzang
- Mick Tucker - Drums en achtergrondzang
- Andy Scott - Gitaar, achtergrondzang en synthesizers